# 红紫桂竹香
红紫桂竹香（学名：Cheiranthus roseus）为十字花科桂竹香属下的一个种。

## 扩展阅读
- 維基物種上的相關：红紫桂竹香